# A Última Fronteira
A Última Fronteira  (The Westerner) é um filme estadunidense de 1940, do gênero western, dirigido por William Wyler e com roteiro de Niven Busch, Stuart N. Lake e Jo Swerling.
O personagem do juiz Roy Bean é baseado parcialmente em verdadeiro magistrado do Velho Oeste, que exercia o que chamava de "lei ao Oeste de Pecos".
No Brasil, esse filme chegou a ser distribuído com o título de O Galante Aventureiro.

## Elenco
- Gary Cooper.... Cole Harden
- Walter Brennan.... juiz Roy Bean
- Doris Davenport.... Jane Ellen Mathews
- Fred Stone.... Caliphet Mathews
- Forrest Tucker.... Wade Harper
- Paul Hurst.... Chickenfoot
- Chill Wills.... Southeast
- Lilian Bond.... Lily Langtry
- Dana Andrews.... Hod Johnson
- Charles Halton.... Mort Borrow
- Trevor Bardette.... Shad Wilkins
- Tom Tyler.... King Evans
- Buck Connors .... Abraham Wilson (não-creditado)
- Helen Foster .... Janice (não-creditada)

## Sinopse
O forasteiro Cole Harden é acusado de roubar um cavalo e é levado a julgamento na "corte" (na verdade, um bar) do lendário juiz e pistoleiro texano Roy Bean. Harden é condenado à forca, mas com muita conversa consegue ganhar a simpatia do juiz, que resolve suspender a sentença. Nesse interim surge o verdadeiro ladrão do cavalo e o juiz solta Harden, ficando amigo do cowboy. Mas Harden, que estava de passagem para a Califórnia, acaba ficando na região ao se interessar pela filha de um velho agricultor, que está em conflito com criadores de gado. Os vaqueiros querem expulsar os sitiantes para usarem a terra como pasto para o gado, e tem como aliado o juiz Bean. Harden tenta pacificar os dois lados, mas é enganado, e logo terá que se confrontar com o juiz.